# ABBYY FineReader

ABBYY FineReader

ABBYY FineReader PDF è un software per il riconoscimento ottico dei caratteri (OCR) sviluppato dall'azienda russa ABBYY. È stato lanciato per la prima volta nel 1993 e funziona su sistemi operativi Microsoft Windows (da Windows 7 in poi), macOS (da macOS 10.12 Sierra) e Linux. Dalla versione 15, la versione per Windows permette anche la modifica dei file PDF.
Il programma consente di convertire immagini, scansioni, file PDF e screenshot in formati modificabili, come Microsoft Word, Microsoft Excel, Microsoft PowerPoint, Rich Text Format, HTML, PDF/A, PDF ricercabili, CSV e file di testo semplice (TXT). Dalla versione 11 è supportato anche il formato DjVu. FineReader supporta il riconoscimento di 192 lingue e include il controllo ortografico per 48 di esse.
Gli utenti possono insegnare al software a riconoscere nuovi caratteri, modificare alfabeti esistenti o aggiungere lessici specifici per determinati domini linguistici.
Tra le funzionalità aggiuntive vi sono il confronto tra documenti, l'aggiunta di annotazioni e commenti, e l'elaborazione in batch programmata.
Al 2015, ABBYY FineReader contava più di 20 milioni di utenti in tutto il mondo.
La tecnologia OCR di ABBYY è integrata in prodotti di aziende come Fujitsu, Panasonic, Xerox, Plustek e Samsung.
Nel febbraio 2020, la versione 15 del software è stata valutata da PC Magazine come «il miglior OCR sul mercato».